# Lorenzo Ghizzoni
Lorenzo Ghizzoni (Cognento, 3 de abril de 1955) é um arcebispo católico italiano, desde 17 de novembro de 2012 arcebispo metropolitano de Ravenna-Cervia.

## Biografia
Nasceu em Cognento, uma aldeia de Campagnola Emilia, na província de Reggio Emilia e na diocese de Reggio Emilia-Guastalla, em 3 de abril de 1955.

### Formação e ministério sacerdotal
Ele entra no seminário menor de Reggio Emilia e estuda no ensino médio da cidade; depois de terminar o colegial, estuda teologia em estudos teológicos interdiocesanos.
Em 14 de setembro de 1979, ele foi ordenado sacerdote pelo bispo Gilberto Baroni.
Ele continuou seus estudos na Pontifícia Universidade Gregoriana de Roma, obtendo uma licença em direito canônico e psicologia.
Retornando à diocese em 1984, recebeu a cadeira de direito canônico no seminário diocesano de Reggio Emilia-Guastalla e de psicologia no Instituto de Ciências Religiosas da mesma cidade. De 1984 a 1994, ele foi o chanceler do vice-bispo. De 1986 a 1996, foi diretor do Serviço Vocacional Diocesano. Desde 1987, ele defende o vínculo em casos matrimoniais do tribunal eclesiástico. Ele é professor do Instituto Superior para Formadores, patrocinado pela Pontifícia Universidade Gregoriana. Desde 1992, ele é diretor adjunto do Centro Nacional de Vocações. De 1994 a 2006, foi reitor do seminário episcopal de Reggio Emilia. Desde 1998, ele é assistente diocesano de juristas católicos.

### Ministério episcopal
Em 17 de fevereiro de 2006, o Papa Bento XVI o nomeou bispo auxiliar de Reggio Emilia-Guastalla e bispo titular de Ottana ; recebeu ordenação episcopal no dia 29 de abril seguinte, na basílica de Madonna della Ghiara, do bispo Adriano Caprioli, co-consagrado bispos Luciano Monari e Giovanni Paolo Gibertini, O.S.B. Ele também foi nomeado vigário geral da diocese no mesmo dia.
Em 27 de maio de 2010, ele foi eleito membro do Conselho de Assuntos Econômicos da Conferência Episcopal Italiana.
Em 17 de novembro de 2012, ele foi nomeado arcebispo metropolitano de Ravena-Cervia pelo Papa Bento XVI ; sucede a Giuseppe Verucchi, que renunciou devido ao seu limite de idade. Em 20 de janeiro de 2013, ele tomou posse canônica da arquidiocese na catedral de Ravenna. No dia 29 de junho seguinte, ele recebeu o papa, na Basílica de São Pedro, no Vaticano.
A partir de 5 de outubro de 2015, ele também ocupa o cargo de vice-presidente da Conferência Episcopal de Emilia-Romagna; ao mesmo tempo, ele também é delegado pelo patrimônio cultural e pelo edifício religioso.
Em setembro de 2017, ele foi nomeado pessoa de contato da Conferência Episcopal Italiana da Comissão Pontifícia para a proteção de menores . Em 16 de janeiro de 2019, ele foi nomeado primeiro presidente do Serviço Nacional para a proteção de menores e adultos vulneráveis na Igreja ..

## Posições teológicas, morais e sociais
Como presidente do Serviço Nacional de Proteção aos Menores, em maio de 2019, ele apresentou diretrizes contra abusos na Igreja Católica, incentivando as vítimas a denunciarem alguém, incluindo padres ou religiosos.